# Elvarde (Siunique)
Elvarde (em armênio: Եղվարդ; romaniz.: Ełvard / Eġvard) é uma aldeia na província de Siunique, na Arménia. Segundo o censo de 2011, havia 273 habitantes.